# Trocy-en-Multien

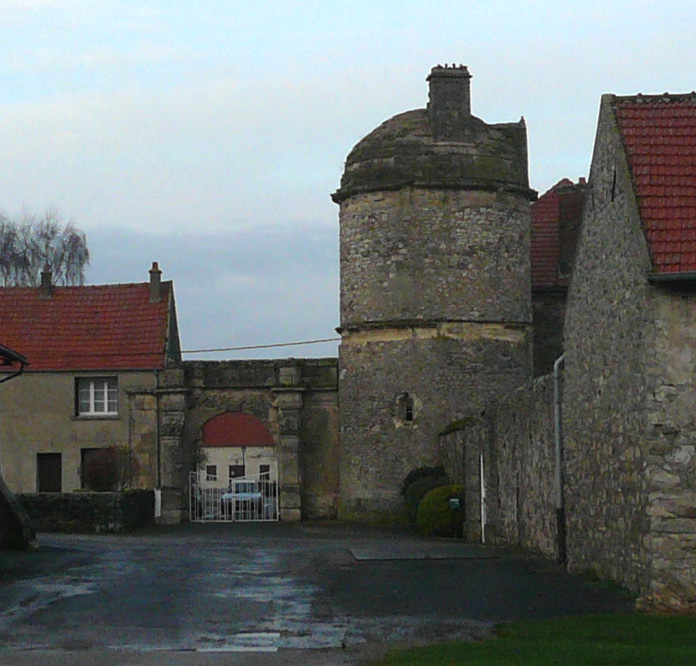
Kasteel

Trocy-en-Multien is een gemeente in het Franse departement Seine-et-Marne (regio Île-de-France) en telt 225 inwoners (1999). De plaats maakt deel uit van het arrondissement Meaux.

## Geografie
De oppervlakte van Trocy-en-Multien bedraagt 7,6 km², de bevolkingsdichtheid is 29,6 inwoners per km².
De onderstaande kaart toont de ligging van Trocy-en-Multien met de belangrijkste infrastructuur en aangrenzende gemeenten.

## Demografie
Onderstaande figuur toont het verloop van het inwonertal (bron: INSEE-tellingen).